# Joseph Morewood Staniforth
Joseph Morewood Staniforth (c. 1864
 - 21 de diciembre de 1921) fue un dibujante de prensa galés mejor conocido por su trabajo en Western Mail, Evening Express y el semanario dominical News of the World. Staniforth ha sido descrito como "... el comentarista visual sobre asuntos galeses más importante que jamás haya trabajado en el país".

## Biografía
Staniforth nació en Gloucester en 1864, hijo de Joseph Staniforth, un reparador de herramientas de Sheffield. Su familia se mudó a Cardiff, en el sur de Gales, en 1870 y, después de dejar la escuela a los 15 años, Staniforth se formó como impresor litográfico para el Western Mail antes de convertirse en crítico de arte. Como joven artista prometedor, estudió en la Escuela de Arte de Cardiff, que se dirigía desde las salas situadas encima del Royal Arcade en el centro de la ciudad. Entre sus compañeros se encontraba el escultor Goscombe John. Al principio, Staniforth pintaba principalmente, pero poco a poco pasó del pincel a la tinta, donde descubrió su talento para los dibujos animados y las caricaturas. Comenzó a publicar caricaturas en 1889 después de ser descubierto por el editor del Western Mail, Henry Lascelles Carr.
Publicados habitualmente en el Western Mail, los dibujos y caricaturas de Staniforth cubrieron los disturbios políticos y sociales en Gales desde 1890 hasta la Primera Guerra Mundial de 1914-1918. Aunque sus caricaturas seguían líneas editoriales, y el editor Carr aparecía en varias expresando su propia opinión, el propio Staniforth se desvió más hacia el movimiento lib-lab más tolerante y atacaría tanto a los propietarios capitalistas del carbón como a los sindicatos socialistas.
En 1911, el entonces Canciller de la Hacienda del Reino Unido, David Lloyd George, encargó a Staniforth que produjera una obra de arte para conmemorar la investidura del Príncipe Eduardo como Príncipe de Gales en el Castillo de Caernarfon. Lloyd George conservó la obra de arte, realizada a lápiz y acuarela, y la colgó en su estudio.
Staniforth fue reemplazado en Western Mail por Leslie Illingworth tras su muerte en 1921.

## Muestras de caricaturas políticas.

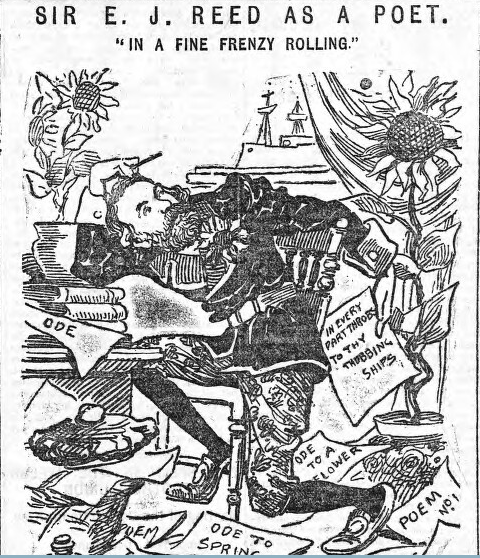
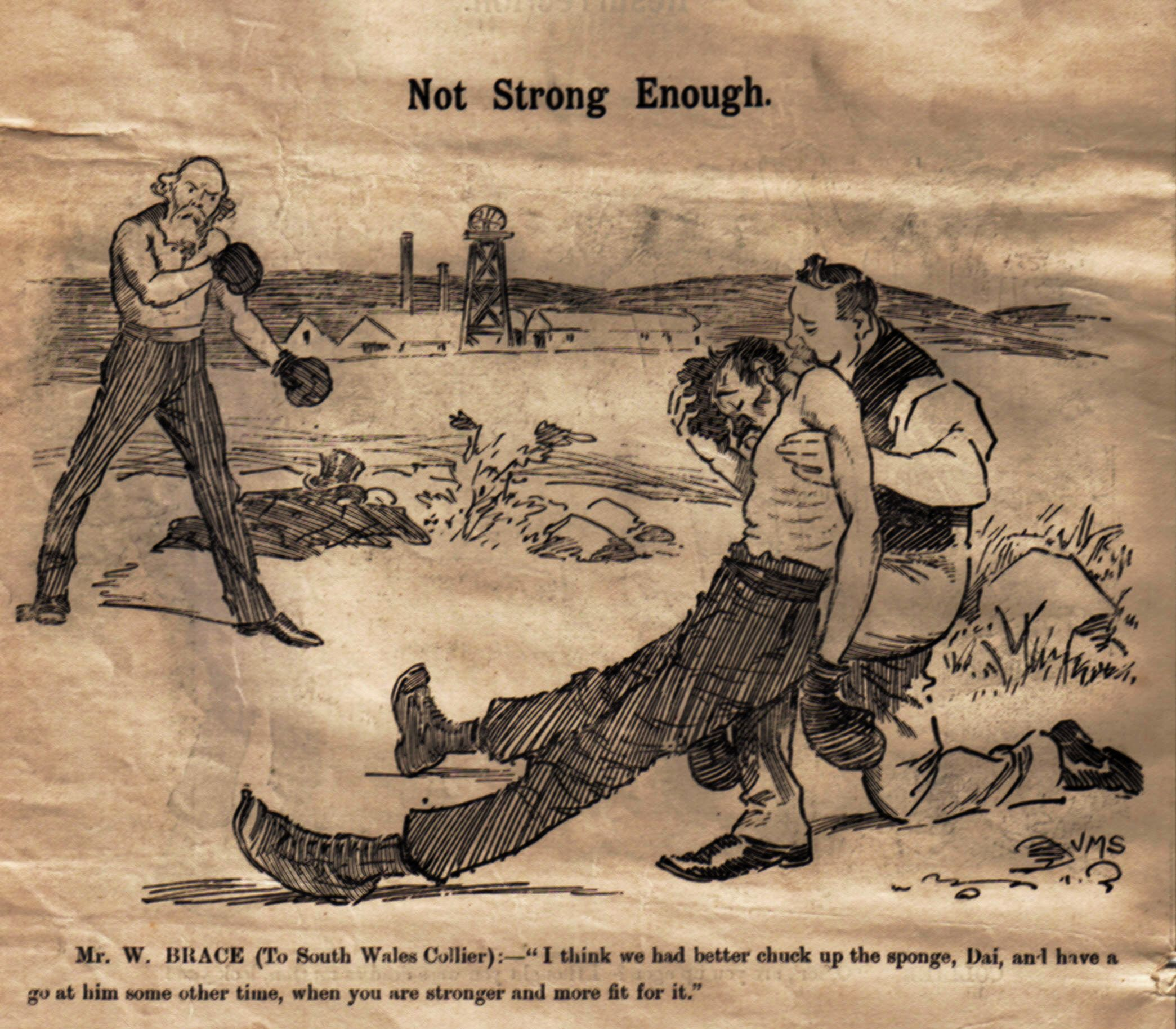
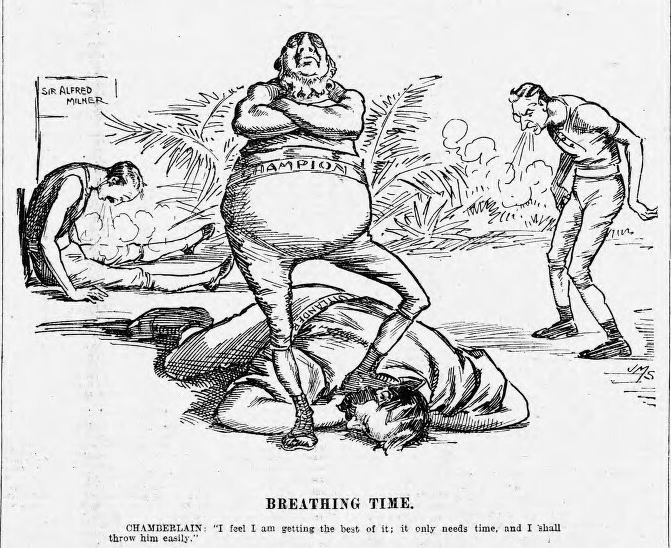

- Sir Edward James Reed as a poet, 1891
- Western Mail cartoon by Staniforth from 8 June 1898, produced during the Welsh coal strike
- Commentating on the events leading to the Second Boer War, 1899

## Dama de Gales
Una de las creaciones más famosas de Staniforth fue la dama de Gales (o Mam Cymru), una mujer de mediana edad vestida con el traje nacional galés, junto con un sombrero galés, que encarnaría a Gales de una manera similar a como otros caricaturistas usarían Britannia para simbolizar el Reino Unido en general o el Imperio Británico. Staniforth declaró en una entrevista de 1906 que sentía que Gales necesitaba un símbolo específico como contraparte de John Bull, que se usaba en las caricaturas como otra representación del Reino Unido en general, y después de discutir con un colega, Staniforth creó lo que creía que sería una característica dama galesa. Dame Wales normalmente era la voz de la razón en las caricaturas de Staniforth y a menudo se la representa intentando disuadir a otros de tomar decisiones que dañarían al país. Cuando se requería un título hablado, a menudo se representaba a Dame Wales hablando en la lengua vernácula de los valles de la clase trabajadora, que se destaca del lenguaje utilizado por las figuras de autoridad más educadas a las que desafía. Otros caricaturistas retomarían posteriormente la figura de Dame Wales, y mantendrían la misma imagen en sus obras.

### Caricaturas de la Dama de Gales

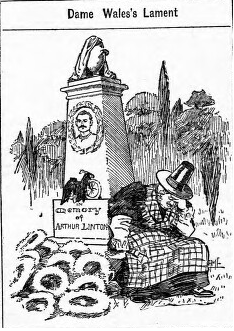
Mourning the death of cyclist Arthur Linton, 1896
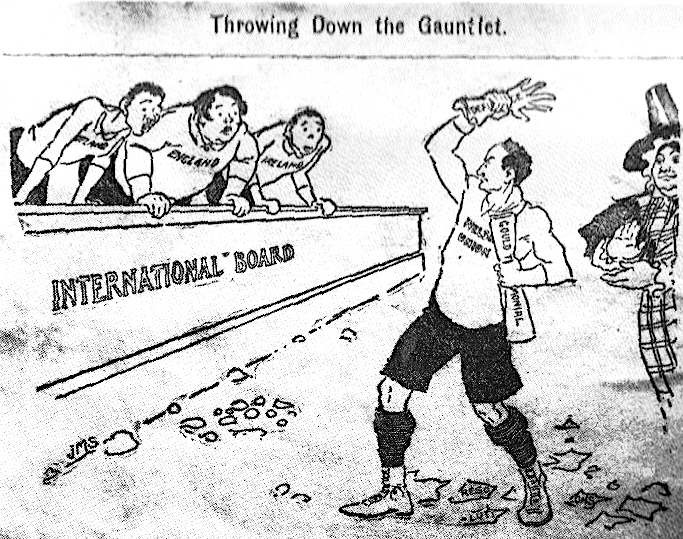
Applauding the stance of the Welsh Rugby Union, 1897
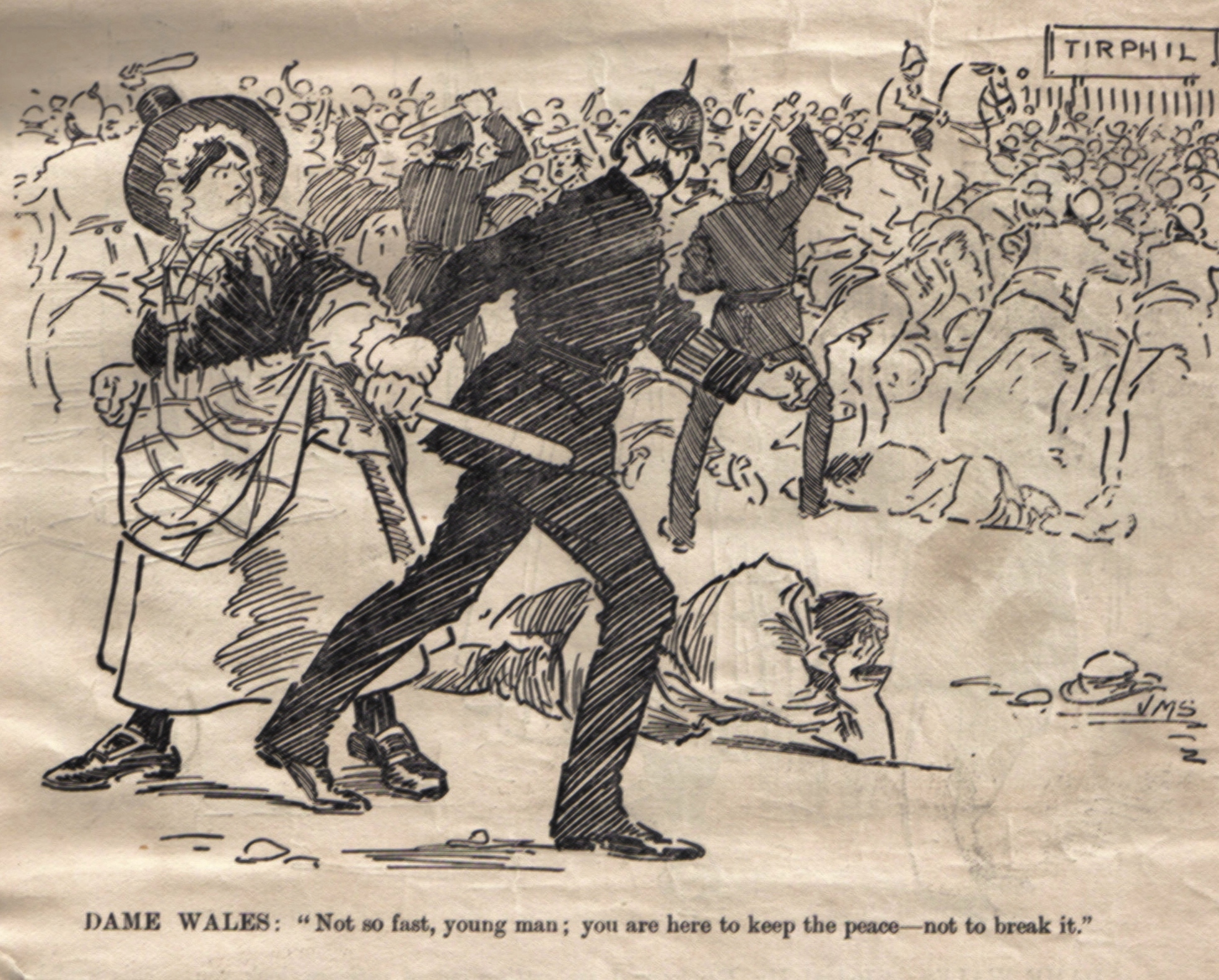
Confronting police at a strikers' "riot", 1898
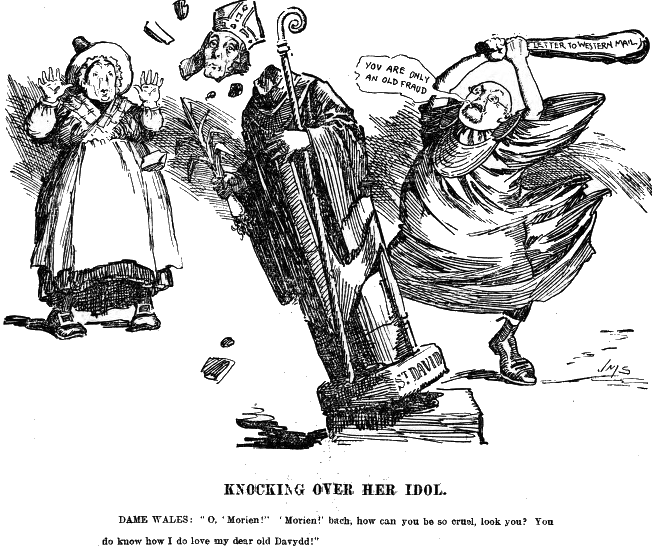
El periodista y druida galés.Owen "Morien" Morgandestruye una imagen desan davidcon un garrote, Dame Wales mira consternada, 1899.